# Gospodarevska reka
Gospodarevska reka (bulgariska: Господаревска река) är ett vattendrag i Bulgarien.   Det ligger i regionen Burgas, i den östra delen av landet, 300 km öster om huvudstaden Sofia.
Trakten runt Gospodarevska reka består till största delen av jordbruksmark. Runt Gospodarevska reka är det glesbefolkat, med 14 invånare per kvadratkilometer.